# 耶尼则

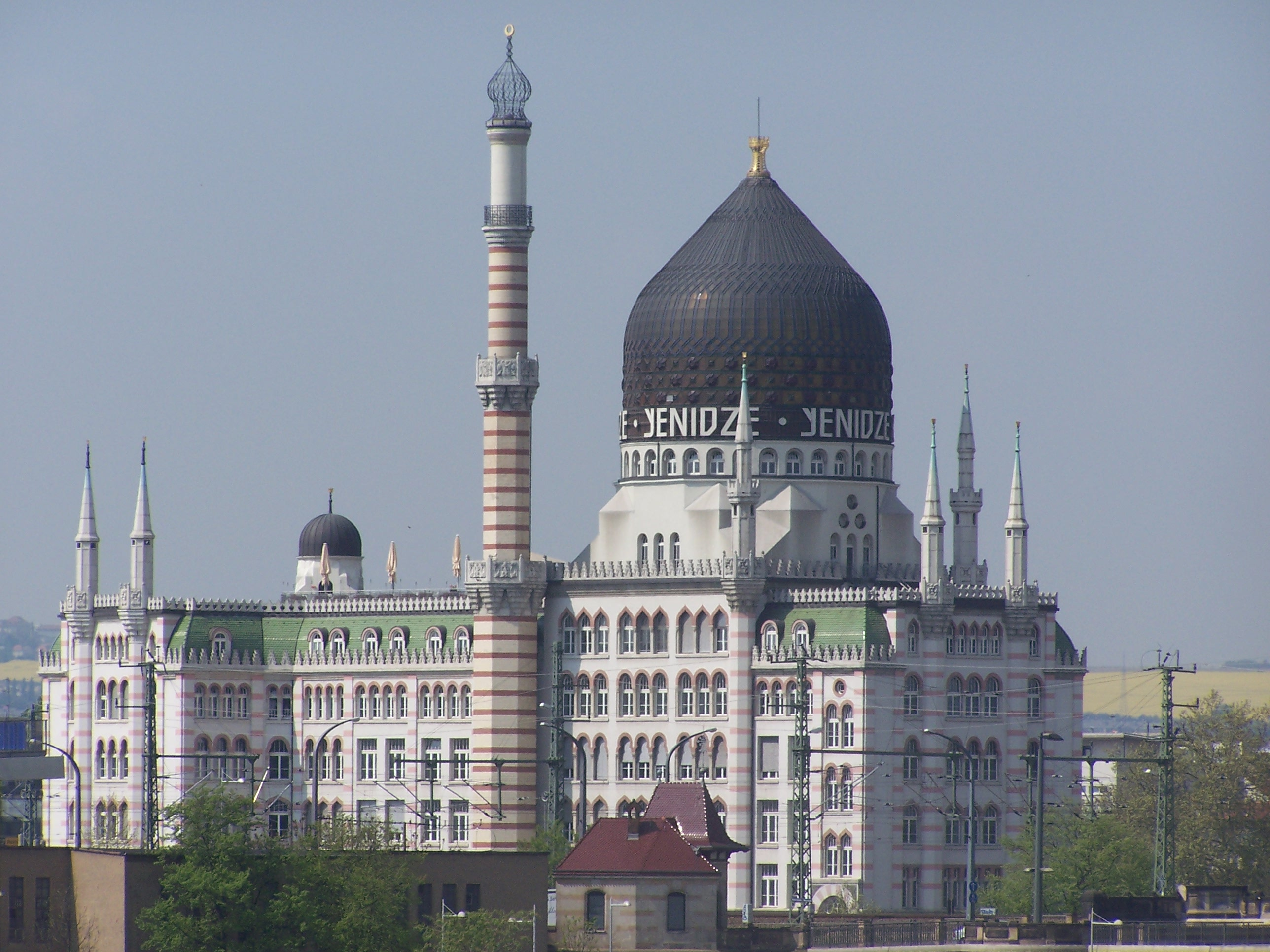
从易北河另一侧看到的耶尼则

耶尼则（Yenidze）是德国 萨克森 德累斯顿一个前烟草工厂建筑的名称。它建于1907年和1909年之间，今天是一座办公楼。值得注意的是它的摩尔复兴风格的东方化外观，借鉴了清真寺的设计元素。

## 历史
“耶尼则”是烟草公司的名称，由犹太企业家雨果·齐茨创办，所用烟草从奥斯曼帝国色雷斯的耶尼则（今希腊的Genisea）进口。“东方”的建筑风格宣传了烟草的来源。它有600个各种风格的窗户；圆顶高20米。
建筑师马丁·汉弥恪于1907年设计了这座建筑。它拥有彩色的大烟囱，类似于叫拜楼。它有时也被非正式地称为“烟草清真寺”（德語： Tabakmoschee）。它是德累斯顿城市的一个独特的历史特征。
由于这座建筑是该市一个不同寻常的建筑丰碑，它于1996年修复，现在是办公楼。